# Ecuación de Saha
La ecuación de ionización de Saha, también conocida como ecuación de Saha-Langmuir,  es una expresión que relaciona el estado de ionización de un elemento con la temperatura y la presión.
Fue obtenida por vez primera en 1920 por el astrofísico indio Meghnad Saha (1893–1956) y más tarde (1923) por Irving Langmuir.

## Introducción
Según la teoría atómica, el número de especies de un átomo depende de la cantidad de protones en su núcleo. Por ejemplo, el helio que tiene dos protones cuenta con tres especies: HeI (neutro), HeII (una vez ionizado) y HeIII (helio dos veces ionizado).
La ecuación de Saha calcula la cantidad de especies a partir de la densidad, la temperatura y la composición química de un gas. Asume la hipótesis de equilibrio termodinámico y tiene en cuenta las interacciones por impacto electron-ion, pero no considera explícitamente la fotoionización. Así, permite calcular las cantidades de cada ion y de electrones libres en el sistema.

## Idea física
Un gas compuesto por diversos átomos: hidrógeno, helio, carbono, etc. se encuentran a cierta temperatura T, cada átomo tiene a su vez electrones en diferentes niveles cuánticos. Cuando el sistema se encuentra en equilibrio, la cantidad de electrones que caen en el potencial de un átomo es igual a la cantidad de electrones que son expulsados del potencial atómico.
La tasa de interacción electrón-ion depende de la distribución de velocidades de Maxwell mientras que las poblaciones de niveles energéticos de cada especie depende de la ecuación de Boltzmann, este par de ecuaciones depende de la temperatura del sistema y debido a la suposición de equilibrio termodinámico las temperaturas son iguales.
Al poblar los niveles energéticos con la distribución de Boltzmann y calcular la tasa de interacción de electrones asumiendo una distribución de velocidades de Maxwell, se llega a la ecuación de Saha.

## Calculando especies con la ecuación de Saha
La ecuación de Saha permite calcular la cantidad de partículas en cada una de las especies iónicas y de electrones en un gas formado por un solo elemento.  Para resolver numéricamente, la ecuación de Saha se puede escribir [1]:
| Símbolo                            | Nombre                                                                                        | Unidad  | Fórmula                                                              |
| ---------------------------------- | --------------------------------------------------------------------------------------------- | ------- | -------------------------------------------------------------------- |
| {\displaystyle n_{(i+1)}}          | Densidad numérica de la especie "i+1"                                                         |         |                                                                      |
| {\displaystyle n_{i}}              | Densidad numérica de la especie "i"                                                           |         |                                                                      |
| {\displaystyle n_{e}}              | Densidad numérica de electrones                                                               |         |                                                                      |
| {\displaystyle {\mathcal {Z}}_{i}} | Función de partición para la misma especie "i"                                                |         |                                                                      |
| {\displaystyle \xi _{i}}           | Energía de ionización de la especie "i"                                                       | eV      | {\displaystyle \xi _{i}=\epsilon _{(i+1)}-\epsilon _{i}}             |
| {\displaystyle \epsilon }          | Energía requerida para remover "i" electrones de un átomo neutro, creando un ion de nivel "i" | eV      |                                                                      |
| {\displaystyle \lambda }           | Longitud de onda térmica de De Broglie                                                        | m       | {\displaystyle \lambda ={\sqrt {\frac {h^{2}}{2\pi m_{e}\ k_{B}T}}}} |
| {\displaystyle m_{e}}              | Masa del electrón                                                                             | eV / c2 |                                                                      |
| {\displaystyle c}                  | Velocidad de la luz                                                                           | m / s   |                                                                      |
| {\displaystyle h}                  | Constante de Planck                                                                           | eV s    |                                                                      |
| {\displaystyle k_{B}}              | Constante de Boltzmann                                                                        | eV / K  |                                                                      |
| {\displaystyle T}                  | Temperatura                                                                                   | K       |                                                                      |

Tomando los valores correspondientes, la ecuación de Saha puede reducirse a una expresión práctica: 
{\displaystyle f_{i}(T,n_{e})=\log {\frac {n_{(i+1)}}{n_{i}}}}
{\displaystyle f_{i}(T,n_{e})=-0.1761-\log {P_{e}}+\log {\frac {{\mathcal {Z}}_{(i+1)}}{{\mathcal {Z}}_{i}}}+2.5\log {T}-\xi _{i}{\frac {5040}{T}}}
donde {\displaystyle P_{e}} es la presión electrónica de un gas ideal:
| Símbolo               | Nombre              |
| --------------------- | ------------------- |
| {\displaystyle P_{e}} | Presión electrónica |

## Calculando especies de un gas de Hidrógeno-Helio
Para calcular las especies de un gas de Hidrógeno-Helio (HI, HII, HeI, HeII, HeIII, n_e) se tiene que cumplir el siguiente conjunto de ecuaciones (se considera que no hay reacciones entre el H y el He): 
| Símbolo                        | Nombre                               |
| ------------------------------ | ------------------------------------ |
| {\displaystyle f_{i}(T,n_{e})} | Ecuación de Saha para la especie "i" |
| {\displaystyle n_{H}}          | Hidrógeno total                      |
| {\displaystyle n_{He}}         | Helio total                          |

Este conjunto de ecuaciones se resuelve simultáneamente y de manera iterativa, con la condición de que la carga neta del sistema permanezca constante. Para una dada temperatura electrónica y una dada concentración total de gas, imponer la condición de equilibrio de ionización-recombinación colisional por impacto electrónico permite determinar el grado de ionización parcial de cada gas componente y la concentración electrónica [2]. 
Para obtener un resultado análogo, correspondiente al equilibrio de ionización-recombinación por fotoionización, deben expresarse las tasas de fotoionización-fotorecombinación, relacionadas con la densidad de flujo de la radiación incidente y su espectro [3].